# كيفن جوزيف
كيفن جوزيف (20 ديسمبر 1978 في ترينيداد وتوباغو - ) (بالإنجليزية: Kevin Joseph)‏ هو لاعب كريكت بريطاني. شارك مع منتخب جزر العذراء البريطانية الوطني للكريكت ‏.

## وصلات خارجية
- كيفن جوزيف على موقع إي آس بي آن كريك إنفو (الإنجليزية)